# Акцептор електрона
Акце́птор електро́на (акцептор електронів, електронний акцептор, акцептор) — хімічна сполука, група або атом, яка приймає електрон від іншої сполуки, групи, атому або кристалу. Цей термін використовується при переносі електрона, тобто окислювально-відновлювальних реакціях. В процесі реакції акцептор електрона відновлюється, а інший реагент (донор електрона) окиснюється.
Кінцевий акцептор електрона — сполука, яка отримує або приймає електрон на кінцевій стадії клітинного дихання або фотосинтезу. Всі організми отримують енергію, переміщаючи електрони від донора електрона до акцептора електрона. Процес починається з передачі електрона від електронного донора. Протягом цього процесу (електронний транспортний ланцюжок) акцептор електрона відновлюється, а донор електрона окислюється. Прикладами акцепторів електрона є кисень, нітрати, залізо(III), манган(VII), сульфати, хлоровані розчинники (наприклад, тетрахлороетилен, трихлоретилен, дихлороетилен, і вінілхлорид). Ці реакції становлять інтерес не тільки тому, що вони дозволяють організмам отримувати енергію, але також і тому, що вони беруть участь у природному біологічному розпаді органічних забруднювачів.